# Quercus nigra
Quercus nigra — вид рослин з родини букових (Fagaceae); поширений на південному сході США.

## Опис
Це листопадне чи пізнє, середнє і велике дерево, яке виростає приблизно до 30 м у висоту, із закругленою кроною і тонким стовбуром. Кора темно-сіра, гладка, стає з паралельними борознами. Гілочки темно-коричневі, гладкі, голі. Листки 4–13 × 2–5 см, змінної форми (іноді цілі, іноді є 2–3 неглибокі частки біля верхівки, яка завжди ширша за основу); основа клиноподібна; верхівка тупа або округла; верх насичено-зелений, голий; низ голий за винятком дрібних або помітних пахвових пучків волосинок; ніжка листка довжиною 2–9 мм, гола. Цвіте навесні. Тичинкові сережки пониклі, довжиною 5–8 см. Жолуді дворічні; горіх широко яйцюватий, 9.5–14 × 9.5–14.5 мм, часто слабо-смугастий; чашечка блюдцеподібної форми, заввишки 2.5–5.5 мм × 10–18 мм завширшки, укриває 1/4 горіха або менше.

## Середовище проживання
Поширений на південному сході США: Нью-Джерсі, Міссурі, Міссісіпі, Меріленд, Луїзіана, Кентуккі, Вірджинія, Техас, Теннессі, Південна Кароліна, Оклахома, Північна Кароліна, Алабама, Арканзас, Делавер, округ Колумбія, Флорида, Джорджія.
Населяє середньо-вогкі алювіальні та низинні ділянки, а також пустирі, дюни, низькі хребти до крутих схилів. Росте на висотах 0–450 м. Віддає перевагу добре дренованим мулистим глинистим або суглинистим ґрунтам і слабо або помірно переносить сезонні підтоплення.

## Використання
Жолуді цього дуба служать для тварин їжею, а самі рослини служать середовищем існування, зокрема для дятлів і південних літяг. Цей дуб часто висаджують задля тіні на півдні США.

## Загрози
Водний дуб сприйнятливий до шкідників та патогенних мікроорганізмів, однак це не становить великої загрози для виду. 

## Галерея

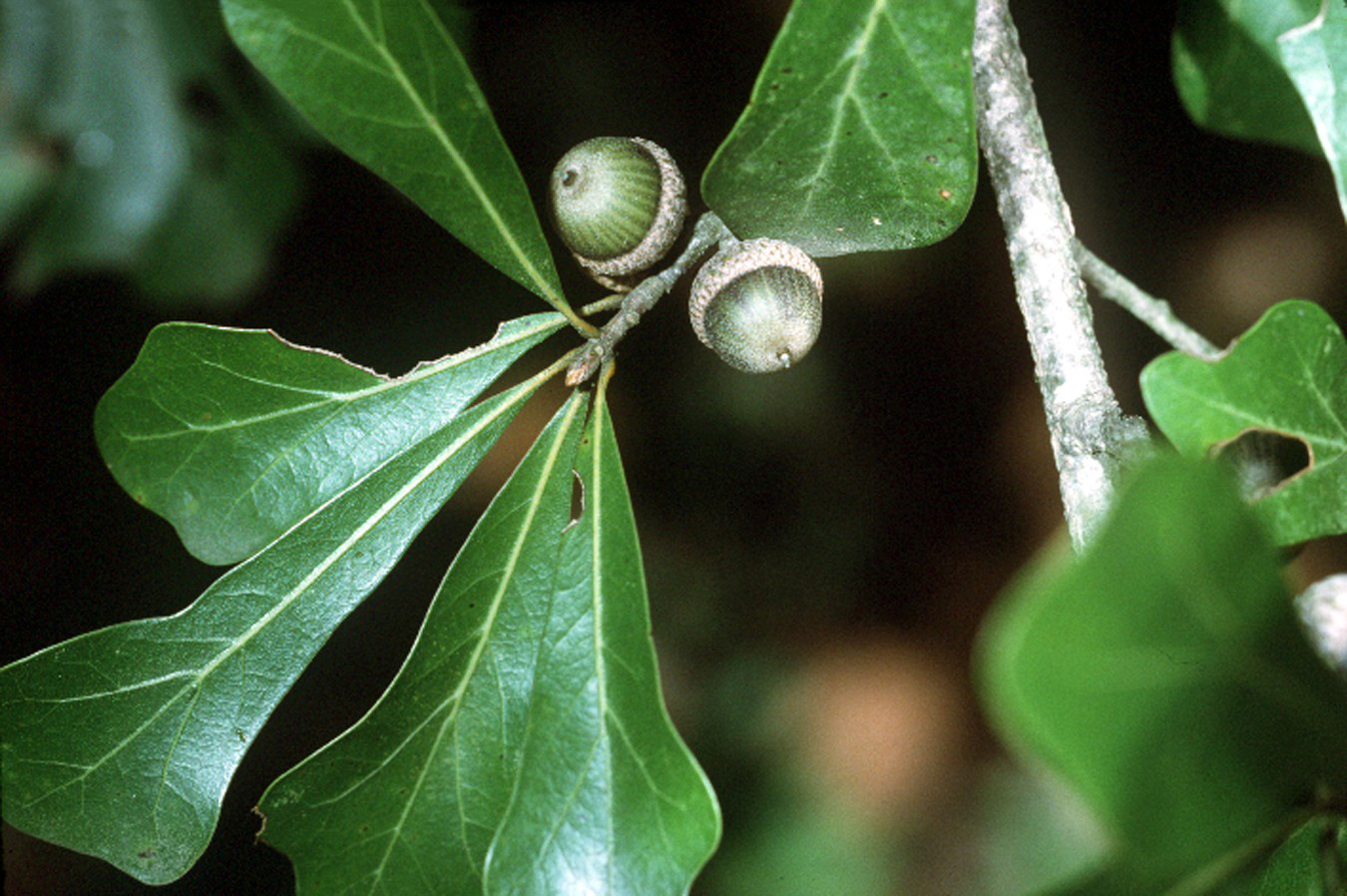
листки й жолуді
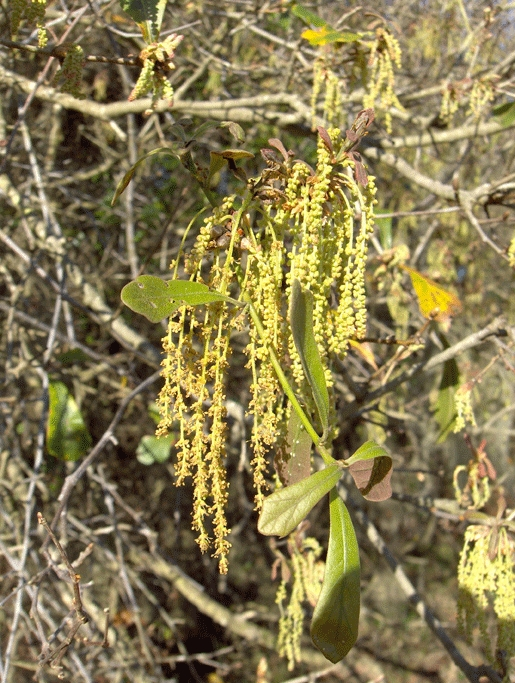
сережки
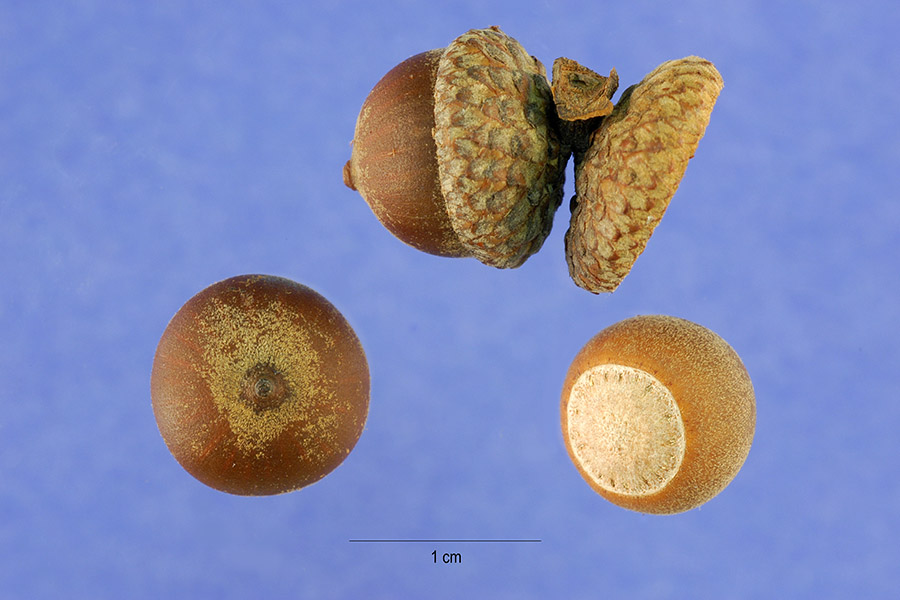
жолуді